# Владиславово (гміна)
Гміна Владиславово (пол. Władysławowo) — місько-сільська гміна у північній Польщі. Належить до Пуцького повіту Поморського воєводства. Утворена 1 січня 2015 року.